# بيت العطافى (الشغادرة)

تعديل مصدري - تعديل

بيت العطافى هي إحدى قرى عزلة المسواح بمديرية الشغادرة التابعة لمحافظة حجة، بلغ تعداد سكانها 295 نسمة حسب تعداد اليمن لعام 2004.